# Dragon Ball Z: Shin Budokai
Dragon Ball Z: Shin Budokai (jap. ドラゴンボールZ 真武道会 Doragon Bōru Zetto Shin Budōkai) – gra komputerowa z gatunku bijatyk osadzona w uniwersum Dragon Ball, wyprodukowana przez Dimps i wydana w latach 2006–2007 przez Atari na konsolę PlayStation Portable. Jej oprawa graficzna jest utrzymana w stylistyce cel-shading.